# 7485 Changchun
7485 Changchun eller 1994 XO är en asteroid i huvudbältet som upptäcktes den 4 december 1994 av den japanska astronomen Masahiro Koishikawa vid Ayashi-observatoriet i Japan. Den är uppkallad efter den kinesiska staden Changchun.
Asteroiden har en diameter på ungefär 11 kilometer.